# Schwestern vom Göttlichen Erlöser

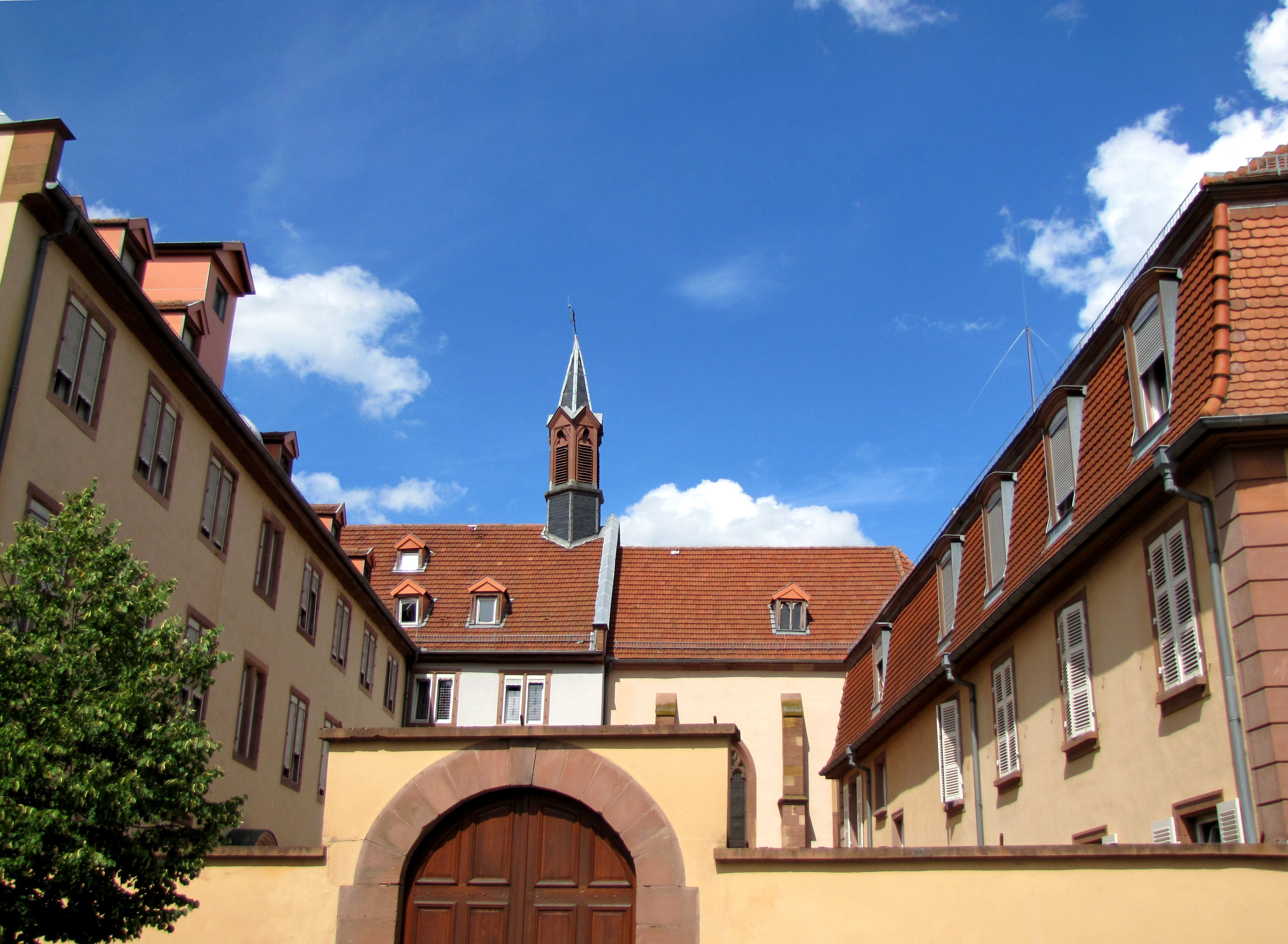
Seitliche Außenansicht des ersten Klosters des Ordens in Niederbronn

Die Kongregation der Schwestern vom Göttlichen Erlöser (Congrégation des Soeurs du Très Saint Sauveur, Ordenskürzel: nicht vergeben) (Niederbronner Schwestern) ist ein Frauenorden in der römisch-katholischen Kirche.
Die Kongregation ist eine international verbreitete Ordensgemeinschaft; kirchenrechtlich eine Kongregation päpstlichen Rechts und in Deutschland zivilrechtlich eine Körperschaft des öffentlichen Rechts.

## Geschichte

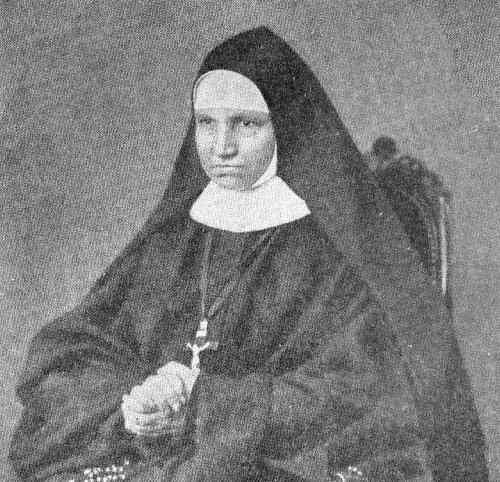
Elisabeth Alphonsa Maria Eppinger

Die Ordensgemeinschaft wurde am 28. August 1849 von Elisabeth Eppinger (Ordensname: Mutter Alfons Maria) mit Unterstützung von Johann David Reichard, dem katholischen Pfarrer ihres Heimatortes Bad Niederbronn (Elsass), und der Zustimmung des Straßburger Bischofs Andreas Räß unter der Bezeichnung Orden der Töchter des Göttlichen Erlösers zur Verpflegung armer Kranken und zur Unterstützung anderer Armen gegründet. 1854 wurde die Gemeinschaft vom französischen Staat anerkannt. 1866, ein Jahr vor dem Tod der Gründerin, erfolgte die Bestätigung durch Papst Pius IX.
1859 erwarb der Orden das ehemalige Schloss in Oberbronn, ursprünglich im 15. Jahrhundert von den Fürsten von Lichtenberg erbaut, danach wechselnde Eigentümer, bis Charles Auguste de Strahlenheim, der ab 1830 das Anwesen modernisierte. Im 19. und 20. Jahrhundert wurden weitere Umbauten und Erweiterungen durchgeführt. Heute ist es das Generalmutterhaus des Ordens.
Noch zu Lebzeiten der Gründerin entstanden aus Niederlassungen der Niederbronner Kongregation in den Jahren 1866/67 neue Ordensgemeinschaften in Wien, Würzburg und Sopron. 1916 entstand aus der Wiener Kongregation eine weitere in Bratislava. Alle Kongregationen waren selbständig, beriefen sich aber auf die erste Regel der Ordensgründerin. Ursächlich für die Segregation war, dass Aspirantinnen sich in Niederbronn vorbereiten und dort als Schwestern jedes Jahr an Exerzitien teilnehmen sollten. Dies stieß bei den Bischöfen und Oberinnen der Diözesen Würzburg, Wien und Raab wegen der finanziellen Belastung auf Widerspruch. Die Ortsbischöfe beantragten, Noviziat und Exerzitien vor Ort abzuhalten. Verhandlungen der Generaloberin Alfons Maria, die dafür sogar nach Österreich und Ungarn reiste, verliefen ergebnislos, so dass es im März 1866 noch vor Erscheinen des Approbationsdekrets zur Loslösung der Gemeinschaften in Wien und Raab, wenig später auch in Würzburg, kam. Aus den Niederlassungen wurden eigene Ordensgemeinschaften, nur die Kommunitäten in der Würzburger Diözese entschieden mehrheitlich, sich weiterhin der Autorität von Mutter Alfons Maria zu unterstellen.
In Süddeutschland wird die Ordensgemeinschaft zumeist als Niederbronner Schwestern – nach ihrem Herkunftsort Bad Niederbronn im Elsass – bezeichnet. In manchen Gebieten Badens kennt man auch die Bezeichnung Bühler Schwestern nach dem früheren Provinzhaus im badischen Bühl. Das Generalmutterhaus befindet sich in Oberbronn.

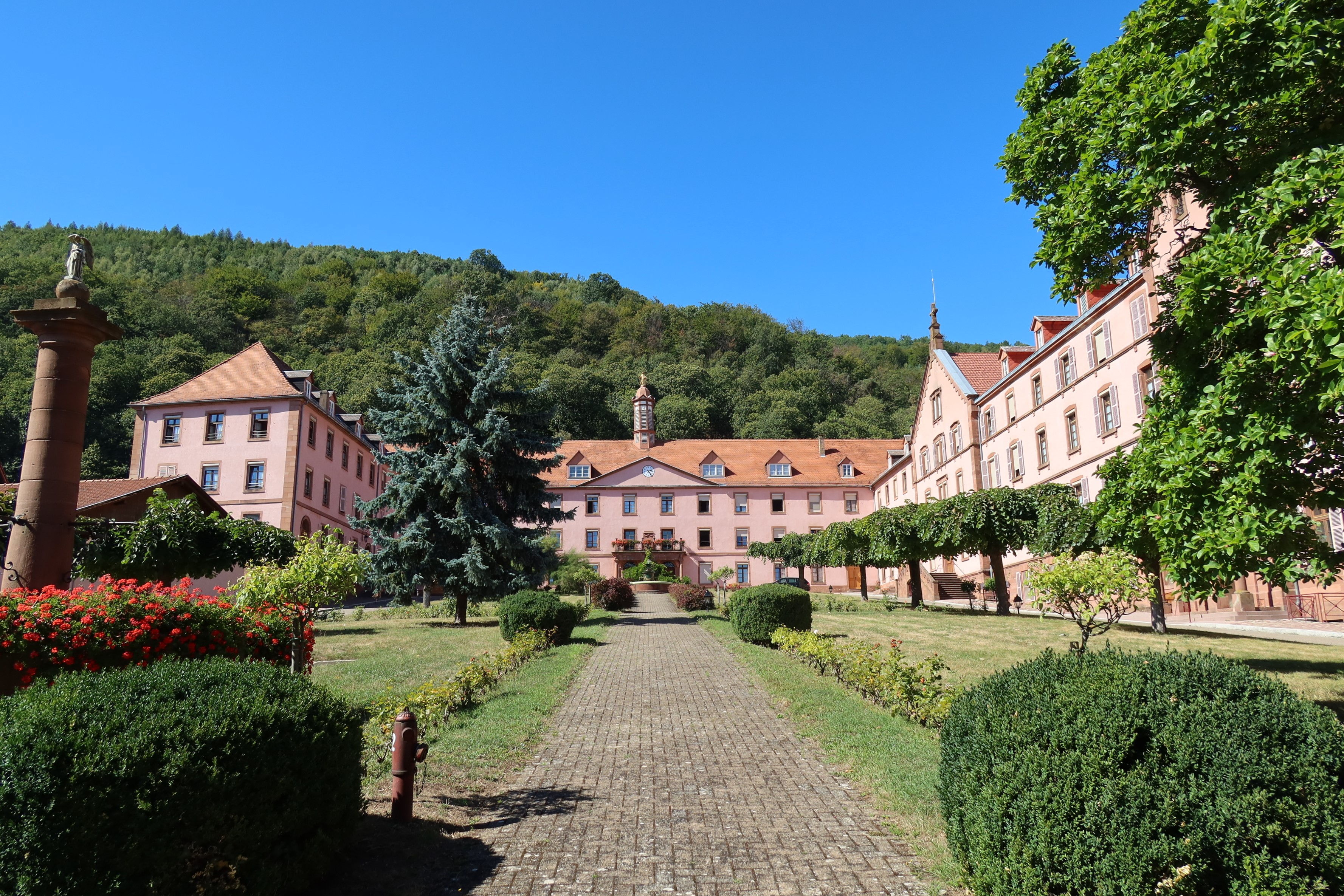
Das Generalmutterhaus der Schwestern vom Göttlichen Erlöser in Oberbronn (Elsass)

Weltweit ist die Kongregation mit dem Wahlspruch „De fontibus salvatoris“ (lat. Aus den Quellen des Erlösers) in Frankreich, Deutschland, Österreich, in der Slowakei sowie in den Niederlanden, Portugal, Argentinien, Bolivien, Angola, Namibia, Kamerun und Indien vertreten. Sie widmet sich u. a. der Kranken- und Altenpflege, der Erziehung und Bildung, der Pastoral- und Seelsorge, der Obdachlosenarbeit sowie der Ausbildung von jungen Frauen.
Die Schwestern vom Göttlichen Erlöser sind nach dem Kirchenrecht eine Ordensgemeinschaft päpstlichen Rechts und in Deutschland zivilrechtlich eine Körperschaft des öffentlichen Rechts. Die deutschen Einrichtungen stehen unter der Trägerschaft der TGE, „gTrägergesellschaft mbH für die Einrichtungen der Schwestern vom Göttlichen Erlöser (Niederbronner Schwestern) Provinz Deutschland“ sowie der „Krankenhaus-Stiftung der Niederbronner Schwestern“.
Im Jahr 2012 verließen die restlichen 12 Schwestern des Redemptoristen-Klosters von Landser (Elsass) ihr Kloster und schlossen sich den Schwestern in Oberbronn an.

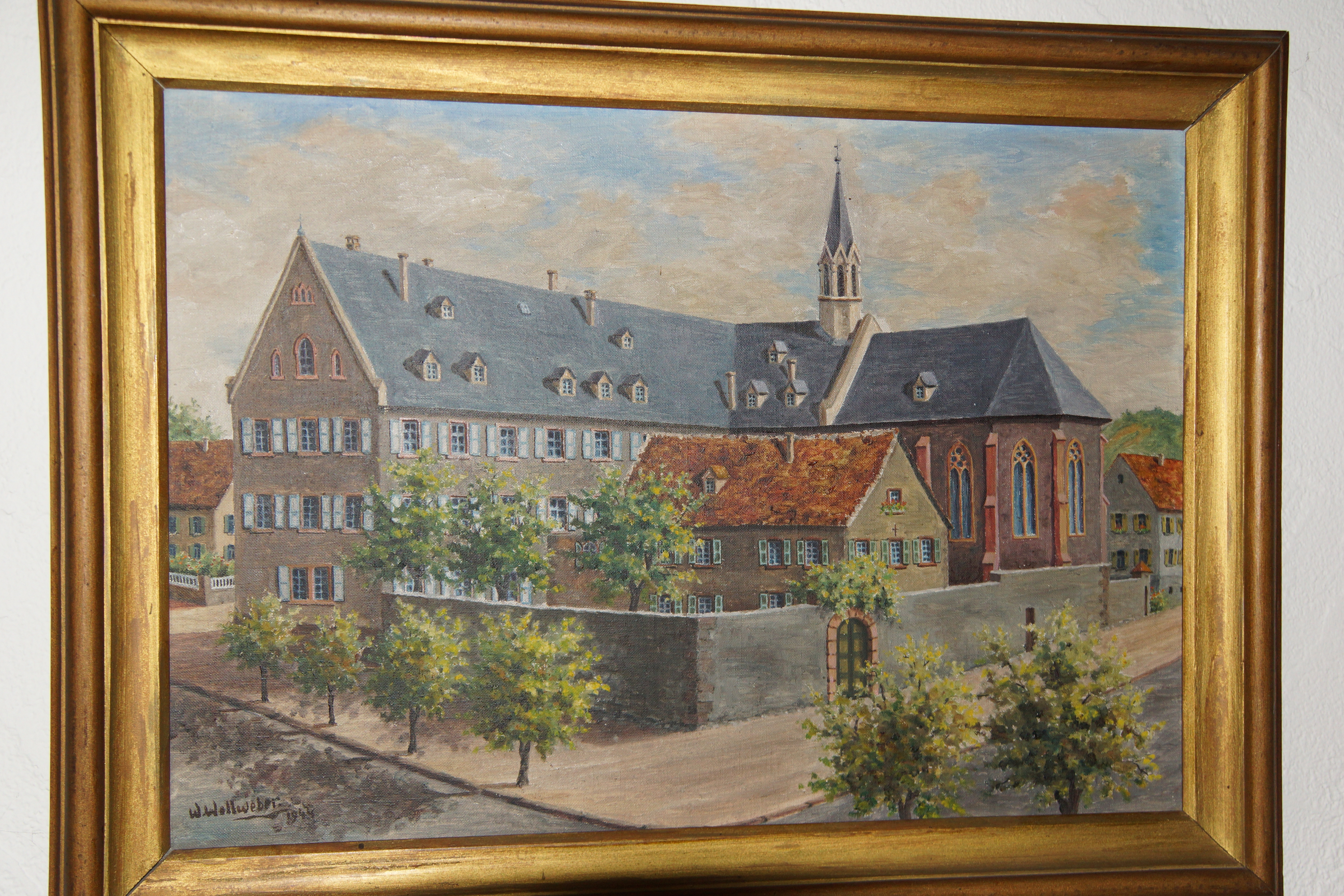
Das erste Kloster der Kongregation in Niederbronn

### Gründerin Elisabeth Eppinger, Mutter Alfons Maria
Elisabeth Eppinger wurde am 9. September 1814 als erstes von elf Kindern in Frankreich in Bad Niederbronn im Elsass geboren. Das Mädchen wuchs in den einfachen Verhältnissen seiner Familie auf und war öfters krank. Schon als Kind stellte sie die Frage nach Gott und war betroffen von Jesus, dem Gekreuzigten. Elisabeth entdeckte, dass Gott sie ganz persönlich liebt und ihr Glück will. Sie möchte Gott immer mehr kennen lernen, ihm gefallen und dazu beitragen, dass auch andere Menschen zu Gott finden. Nach einer Zeit des Suchens und Fragens gründete sie im Jahr 1849 in Niederbronn im festen Vertrauen auf Gott und mit Hilfe ihres Heimatpfarrers Johann David Reichard eine Ordensgemeinschaft. Elisabeth Eppinger nahm den Ordensnamen Alfons Maria an. Überraschend schnell schlossen sich ihr viele junge Frauen an und die Gemeinschaft konnte vielfältige Aufgaben übernehmen, anfangs vor allem in der Hauskrankenpflege sowie in der Betreuung von Kindern. Am 31. Juli 1867 starb Mutter Alfons Maria. Am 9. September 2018 wurde Mutter Alfons Maria Eppinger im Straßburger Münster seliggesprochen. Ihr Gedenktag wird jedes Jahr am 9. September, ihrem Geburtstag, gefeiert.

### Spirituelle Ausrichtung – Erlösung durch Jesus Christus
Die Gründerin gibt der Kongregation eine spirituelle Ausrichtung, die in dem Leitspruch zusammengefasst ist: „De fontibus salvatoris“ – „Ihr werdet Wasser schöpfen voll Freude aus den Quellen des Heils.“ (Jes. 12,3). Die Erlösung durch Jesus Christus steht im Mittelpunkt der Spiritualität. In der Ordensregel lautet ein zentraler Satz: «Der Geist der Schwestern vom Göttlichen Erlöser soll der Geist Jesu Christi sein. Ihr ganzes Leben muss sich nach dem Leben Jesu Christi, des Erlösers, ausrichten. Sein Geist soll sie ganz beleben und so durchdringen, dass er sich in all ihren Handlungen und Worten äußert. Mit dem Apostel soll jede Schwester sagen können: Nicht mehr ich lebe, sondern Christus lebt in mir.» Aus der persönlichen Verbindung mit Christus wollen die Schwestern im Alltag leben und handeln.

### Verzweigung und neues Zusammenfinden
Noch zu Lebzeiten der Gründerin entstanden aus Niederlassungen der Niederbronner Kongregation in den Jahren 1866/67 neue Ordensgemeinschaften in Wien, Würzburg und Ödenburg/Sopron. 1916 entstand aus der Wiener Kongregation eine weitere in Bratislava. Alle Kongregationen waren kirchenrechtlich selbständig, beriefen sich aber auf die erste Regel der Ordensgründerin. In der Festschrift „Hundert Jahre Niederbronner Schwestern“ von 1949 heißt es (S. 47), dass es seither neben dem Wunsch der Wiedervereinigung auch konkrete Versuche hierzu gegeben habe. Nach dem zweiten Vatikanischen Konzil näherten sich die verschiedenen Kongregationen der Schwestern vom Göttlichen Erlöser dann einander an. 1999 fusionierte die Wiener mit der Niederbronner Kongregation, 2009 geschah das Gleiche mit der Kongregation aus Bratislava. Am 10. April 2005 wurden die früheren Provinzen Baden-Hessen (Kloster Maria Hilf, Bühl), Bayern (Kloster St. Josef, Neumarkt in der Oberpfalz), Pfalz (Kloster St. Maria, Esthal) und Österreich (Wien) zur Provinz Deutschland und Österreich, unter einer Leitung mit Sitz in Nürnberg zusammengeführt. Seitdem gehört das früher eigenständige Provinzhaus Obernzell zur deutschsprachigen Provinz der Niederbronner Schwestern. Zwei Kongregationen blieben eigenständig. Es gibt gute Kontakte und eine fruchtbare Zusammenarbeit im spirituellen Bereich unter den Kongregationen gleichen Ursprungs.

### Provinzgründungen in Europa und spätere Zusammenführung
Aufgrund der politischen Situation nach dem Ersten Weltkrieg werden 1919/1920 verschiedene Provinzen in Deutschland und Frankreich gegründet: die Provinz Baden-Hessen mit dem Provinzhaus im Kloster Maria Hilf, Bühl, die Provinz Bayern-Pfalz mit dem Provinzhaus im Kloster St. Josef in Neumarkt i.d.Opf., sowie die Provinzen Paris und Straßburg. Auch in Belgien-Holland entsteht 1938 eine eigene Provinz. Im Jahr 1951 wird die Pfalz als eigenständige Provinz von Bayern getrennt und erhält ein eigenes Provinzhaus in Esthal (Kloster St. Maria). Die Gemeinschaften in den Niederlanden gehören seit 2005 zur deutschsprachigen Provinz.

### Internationale Ordensgemeinschaft
Die Kongregation ist inzwischen weltweit vertreten. Seit 1936 bestehen Gemeinschaften in Angola und Kamerun und 1973 wurde die Delegation Indien errichtet. Von Österreich aus gingen die Schwestern 1938 nach Argentinien. Heute legen die Schwestern vom Göttlichen Erlöser in Frankreich, Deutschland, Österreich, in der Slowakei sowie in den Niederlanden, Portugal, Argentinien, Bolivien, Angola, Namibia, Kamerun und Indien.

## Aufspaltungen der Kongregation

### Kongregation CSR
Die Kongregation der Schwestern des Erlösers (Congregatio Sororum a Sancto Redemptore, Ordenskürzel: CSR) wird auf Grund der Ähnlichkeit im Namen oft mit der Kongregation der Schwestern vom Göttlichen Erlöser (Niederbronner Schwestern) verwechselt. Am 15. Juni 1866 übernahm Schwester Maria Honorine Steimer (1832–1903) als erste Generaloberin die Leitung der „Kongregation der Töchter des Allerheiligsten Erlösers“ (seit 1969 Kongregation der Schwestern des Erlösers).

### Kongregation SDR
Die Kongregation der Schwestern vom Göttlichen Erlöser (Congregatio Sororum a Divino Redemptore, Ordenskürzel: SDR) wird auf Grund der Ähnlichkeit im Namen oft mit der Kongregation der Schwestern vom Göttlichen Erlöser (Niederbronner Schwestern) verwechselt. Die Kongregation der Schwestern vom Göttlichen Erlöser mit dem Mutterhaus in Sopron, Diözese Győr, Ungarn, ist seit 1867 selbstständig.
2017 wurde die Eisenstädter Ordensfrau Johanna Vogl als Generaloberin gewählt.
Die Generalleitung des Ordens sitzt in Eisenstadt, Österreich, der heutige Orden ist räumlich in verschiedene Provinzen und eine Region gegliedert:
- Provinz Ungarn (Sitz der Leitung: Budapest)
- Provinz Österreich (Sitz der Leitung: Eisenstadt)
- Provinz Slowakei (Sitz der Leitung: Spišská Nová Ves)
- Region Amerika (Sitz der Leitung: Elizabeth, Pennsylvania)

## Menschenrechtsverletzungen an Heimkindern und deren Aufarbeitung

### Marie-Mattfeld-Haus, damals Hänsel-und-Gretel-Heim

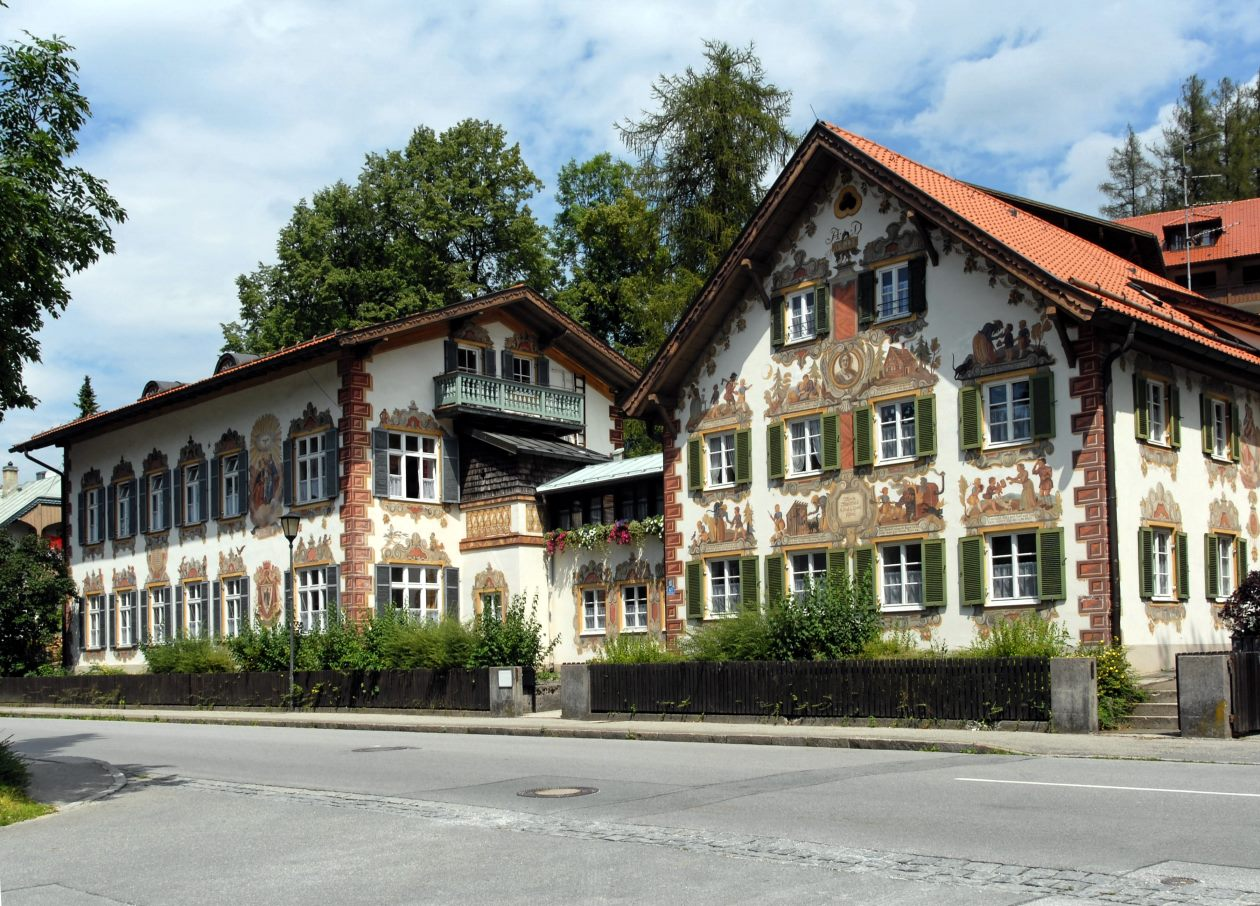
Hänsel-und-Gretel-Heim, in dem es zu Menschenrechtsverletzungen kam

Am 11. Mai 1922 wurde das heutige Marie-Mattfeld-Haus, damals Hänsel-und-Gretel-Heim, in Oberammergau als Waisenhaus eingeweiht. Insbesondere in den Jahren 1950 bis 1975 erlitten dort mehrere Kinder teils schwerste Menschenrechtsverletzungen.
Das Heim stand zu dieser Zeit zwar formal unter Leitung der Stadt München, es waren zwischen 1922 und 1999 jedoch mehrere Schwestern des Ordens im Haus tätig. Sie sollten als Bezugspersonen der Kinder dienen und hatten, zum Teil bis zuletzt, leitende Funktionen inne. Obwohl die Schwestern tatsächlich fast den gesamten Tag mit den Kindern zusammen waren, konnten diese nur in den seltensten Fällen eine engere Bindung oder Vertrauen aufbauen. Persönlicher Kontakt mit der örtlichen Bevölkerung wurde möglichst verhindert. Es wurden psychische und körperliche Misshandlungen sowie sexueller Missbrauch begangen, woran mindestens eine der Schwestern aktiv beteiligt war. Strafrechtlich sind die Taten verjährt, weshalb ein Ermittlungsverfahren eingestellt werden musste. Der Stadtrat Münchens entschuldigte sich im Jahr 2011 in einer Erklärung für das erlittene Unrecht.

### Kinderheim Engelsgasse Speyer
In einem durch die Ordensgemeinschaft betriebenen Kinderheim in Trägerschaft der Dompfarrkirchenstiftung in Speyer soll in den 1960er- und 1970er-Jahren vielfacher schwerer sexueller Missbrauch von Kindern durch Geistliche begangen worden sein. Die Aussage eines der Opfer, verschiedene Kinder seien durch Ordensschwestern bewusst dem Generalvikar Rudolf Motzenbäcker sowie externen Besuchern zum sexuellen Missbrauch zugeführt worden, wurde von diesem geändert. Ein Dokument, das die angebliche Zuhälterei im Kinderheim belegen sollte, erwies sich, gemäß einer gutachterlichen Stellungnahme des Mannheimer Schrift- und Urkundenlabors (MSU), als mit „an Sicherheit grenzender Wahrscheinlichkeit“ gefälscht. Das Bistum Speyer benannte kircheninterne mutmaßliche Haupttäter, die gleichwohl zum Zeitpunkt des Bekanntwerdens bereits verstorben waren. Die Provinzoberin des Ordens gibt an, dass sich die Ordensschwestern, die zum fraglichen Zeitraum im Kinderheim tätig waren, an keinerlei Vorfälle von Missbrauch erinnern könnten. Die Ordensgemeinschaft hatte ihre Mitarbeit bei der Aufklärung der Geschehnisse zunächst nur sehr zögerlich betrieben, kündigte jedoch im Dezember 2020 auf Anfrage an, es werde eine unabhängige Aufarbeitungskommission eingerichtet; auch werde die Kongregation mit der Diözese Speyer kooperieren.

## Provinzen und Ausbreitung
Die Generalleitung des Ordens sitzt in Oberbronn im Elsass, der heutige Orden ist räumlich in verschiedene Provinzen gegliedert:
- Provinz Deutschland und Österreich mit einer Gemeinschaft in den Niederlanden (Sitz der Leitung: Nürnberg)
- Provinz Slowakei mit je einer Niederlassung in Tschechien und Ungarn (Sitz der Leitung: Bratislava)
- Provinz Indien (Sitz der Leitung: Nagercoil)
- Provinz Angola mit einer Gemeinschaft in Namibia (Sitz der Leitung: Luanda)
- Region Frankreich mit einer Gemeinschaft in Portugal (Sitz der Leitung: Oberbronn)
- Delegation Argentinien (Sitz der Leitung: San Salvador de Jujuy)
- Delegation Kamerun (Sitz der Leitung: Yaoundé)

## Klöster
Der Orden unterhält derzeit zwei Klöster in Deutschland:
- Kloster Maria Hilf in Bühl
- Kloster Sankt Josef (Neumarkt in der Oberpfalz)

## Einrichtungen der deutschsprachigen Provinz
Die Einrichtungen der Provinz Deutschland und Österreich stehen zum größten Teil unter der Trägerschaft der „Trägergesellschaft mbH für die Einrichtungen der Schwestern vom Göttlichen Erlöser (Niederbronner Schwestern)“ sowie der „Krankenhaus-Stiftung der Niederbronner Schwestern“. Sie arbeiten nach einem gemeinsamen Trägerleitbild.
Entsprechend der Bedürfnisse und Bedingungen vor Ort widmen sich die Schwestern u. a. der Kranken- und Altenpflege, der Erziehung und Bildung, der Pastoral und Seelsorge, der Sozialen Arbeit sowie der Ausbildung von jungen Frauen.

### Krankenhäuser
- Krankenhaus Zum Guten Hirten, Ludwigshafen-Oggersheim[31]
- St. Theresien-Krankenhaus, Nürnberg[32]
- Sankt Vincentius Krankenhaus, Speyer[33]
- St. Josefs Krankenhaus, Gießen[34]

### Altenhilfe
- Theresianum Alten- und Pflegeheim gGmbH, Fürstenfeldbruck
- Alten- und Pflegeheim St. Josef, Darmstadt
- Alten- und Pflegeheim Maria Frieden, Ebersteinburg
- Leben und Wohnen im Alter GmbH St. Elisabeth, Bad Griesbach
- St. Josef – Leben und Wohnen im Alter, Obernzell (inzwischen geschlossen)
- Marienheim, Gablitz
- Kloster St. Barbara, Gablitz
- Alten- und Pflegeheim St. Alfons, Neumarkt

### Bildung und Erziehung
- Bildungszentrum Kenyongasse Mater Salvatoris Wien[35]
- Haus St. Marien, Neumarkt i.d.Opf.
- Bildungszentrum Gleiß
- Herz-Jesu-Kloster, München mit Wohnheim für junge Frauen und Haus für Kinder
- Kindergarten und Tagesstätte Maria-Hilf, Bühl
- Berufsfachschule für Gesundheits- und Krankenpflege, Nürnberg
- Christliches Bildungszentrum für Gesundheitsberufe in Mittelhessen, Pohlheim-Garbenteich
- Krankenpflegeschulen Speyer und Ludwigshafen
- Schule für Physiotherapie, Speyer
- Schule für Ergotherapie, Speyer